# NGC 7350
NGC 7350 في الفهرس العام الجديد، هو نجم ثنائي، يقع في كوكبة الفرس الأعظم. اكتشف في 7 أغسطس 1864 . بواسطة ألبرت مارث .

## روابط خارجية
- NGC 7350 على موقع ويكي سكاي: DSS2, SDSS, GALEX, IRAS, Hydrogen α, X-Ray, Astrophoto, Sky Map, Articles and images